# Diadegma albicalcar
Diadegma albicalcar är en stekelart som först beskrevs av Morley 1913.  Diadegma albicalcar ingår i släktet Diadegma och familjen brokparasitsteklar. Inga underarter finns listade i Catalogue of Life.